# Лейтен, Виллем Якоб
Виллем Якоб Лейтен (7 марта 1899, Семаранг — 21 ноября 1994, Миннеаполис) — нидерландско-американский астроном. Действительный член АН США.  Автор названия «белый карлик» (1922).

## Биография
Родился в городе Семаранг на острове Ява, где его отец был учителем французского языка. В 11 лет Виллем наблюдал за кометой Галлея, что определило его интерес к астрономии на последующие годы. Он имел также способность к языкам, свободно говорил на девяти.
В 1912 году его семья вернулась в Нидерланды. Там Виллем обучался астрономии в Амстердамском университете, который закончил в 1918 году. Он был первым студентом, получившим учёную степень доктора философии (в возрасте 22 лет) в Лейденском университете совместно с Эйнаром Герцшпрунгом. В 1921 году он уезжает в Соединённые Штаты работать в Ликской обсерватории. С 1923 по 1930 год Лейтен работает в обсерватории колледжа Гарварда. 1928—1930 годы он проводит в Блумфонтейне (Южная Африка), где знакомится с Виллеминой Мидемой (англ. Willemina H. Miedema) и затем женится на ней.
С 1931 по 1967 год преподаёт в Миннесотском университете.
Лейтен изучал собственное движение звёзд и открыл большое количество белых карликов. Он создал два звёздных каталога, активно используемых в работе астрономами: LHS (англ. Luyten Half Second) и NLTT (англ. New Luyten Two-Tenths), включающими в себя 3583 и 58 700 звёзд соответственно.

## Награды
- 1928 — Стипендия Гуггенхайма[3]
- 1929 — Стипендия Гуггенхайма
- 1937 — Стипендия Гуггенхайма
- 1964 — Медаль Джеймса Крейга Уотсона
- 1968 — Медаль Кэтрин Брюс[4]

## Публикации
- Observations of variable stars. Ann. Obs. Leiden 13:1-64. (1922)
- On the relation of mean parallax to proper motion, apparent magnitude, and spectrum. Lick Obs. Bull. 336:135-40. (1922)
- On the form of the distribution law of stellar velocities. Proc. Natl. Acad. Sci. U.S.A. 9:181. (1923)
- A study of the nearby stars. Harv. Obs. Ann. 85:73-115. (1923)
- Note on the possible relation between the intensity of the sodium lines and absolute magnitude. Publ. Astron. Soc. Pac. 35:175. (1923)
- On the mean absolute magnitudes of the K and M giants and the synthetic errors in trogonometric parallaxes. Proc. Natl. Acad. Sci. U.S.A. 9:317-23. (1923)
- Совместно с E. B. Wilson. The population of New York City and its environs. Proc. Natl. Acad. Sci. U.S.A. 11:137. (1925)
- The properties of stars in the solar neighborhood. Sci. Mon. 32:494. (1926)
- On the systematic and accidental errors of modern trigonometric parallaxes. Proc. Natl. Acad. Sci. U.S.A. 16:464. (1930)
- Report on the state of the Bruce Proper Motion Survey. Publ. Astron. Soc. Pac. 46:194. (1934)
- On the distribution of absolute magnitudes in the vicinity of the Sun. Mon. Not. Roy. Astron. Soc. 98:677. (1938)
- On the origin of the Solar System. Astrophys. J. 96:482. (1942)
- A proposal for the classification of white dwarf spectra. Astrophys. J. 101:131. (1945)
- The spectra and luminosities of white dwarfs. Astrophys. J. 116:283. (1952)
- A Catalogue of 1849 Stars With Motions Exceeding 0".5 Annually. Minneapolis: Lund Press. (1952)
- White dwarfs and degenerate stars. Vistas in Astronomy, p. 1048. (1956)
- A Catalogue of 9867 Stars in the Southern Hemisphere With Motions Larger Than 0".2. Minneapolis: Lund Press. (1957)
- The Hyades: A search for faint blue stars. Faint Blue Stars X. (1958)
- A Catalogue of 7127 Stars in the Northern Hemisphere With Motions Larger Than 0".2. Minneapolis: Lund Press. (1961)
- Bruce Proper Motion Survey General Catalogue: The Motions of 94,000 Stars. (1963)
- Proper Motion Survey With the 48-Inch Schmidt Telescope. I. Organization and Purpose. Proper Motion Survey I. (1963)
- The luminosities of faint blue stars. In Proceedings of the First Conference on Faint Blue Stars, ed. pp. 66–72. Saint Paul: Hill Foundation. (1965)
- A comparison between the Bruce, Palomar Schmidt, and Lowell proper motions. Pub. Minn. 3:20. (1967)
- Performance of an automated computerized plate scanner. Proc. Natl. Acad. Sci. U.S.A. 68:513. (1971)
- The Weistrop Watergate. Proper Motion Survey XXXVIII. (1974)
- On the alleged plethora of nearby M dwarfs with little or no proper motion. Proper Motion Survey XLVI. (1976)
- LHS catalogue: Proper motions for 3583 stars larger than 0".5 annually. Univ. Minn. Publ. (1976)
- NLTT catalogue: Proper motions larger than 0".18 annually for 58,700 stars. (1980)
- More bedtime stories from Lick. Proper Motion Survey LVI. (1981)
- Data and proper motions for 250,000 faint stars on magnetic tape. (1986)
- My First 72 Years of Astronomical Research: Reminiscences of an Astronomical Curmudgeon, Revealing the Presence of Human Nature in Science. Minneapolis: W. J. Luyten. (1987)